# Railway Gazette International
Railway Gazette International je anglicky psaný ekonomický časopis píšící o železniční dopravě, metru, tramvajové dopravě
a nejnovějších událostech v těchto oblastech, vydávaný v Londýně. Jedná se o měsíčník.
Jeho vlastníkem je společnost DVV Media.

## Historie
První číslo vyšlo roku 1835:
- 1835 The Railway Magazine
- 1905 Railway Gazette
- 1970 Railway Gazette International